# Spathius elagabalus
Spathius elagabalus är en stekelart som beskrevs av Nixon 1943. Spathius elagabalus ingår i släktet Spathius och familjen bracksteklar. Inga underarter finns listade i Catalogue of Life.